# 대한제국군 해산
대한제국군 해산(大韓帝國軍 解散)이란, 1907년 7월 31일 밤, 대한제국 순종 황제가 군대 해산을 명하는 조칙을 내려 군대를 해산했다고 알려진 사건이다. 서울의 군대를 시작으로 하여, 8월 1일에서 9월 3일에 걸쳐 대한제국의 군대가 해산되었다. 후에 순종 황제의 조칙이 이토 히로부미와 이완용에 의해 위조된 것이라고 밝혀졌다.

## 경과
1907년 7월 24일 한일 신협약이 체결되었을 때에 첨부되고 있던 비밀각서에 의거해 이토 히로부미와 하세가와 조선주둔 일본군 사령관은 대한제국군의 화약과 탄약고를 접수하게 한 다음, 7월 31일 순종으로 하여금 군대해산 조칙을 내리게 하였는데, 이 내용은 다음과 같다.
조령(詔令)을 내리기를,“짐(朕)이 생각하건대 국사가 다난한 때를 만났으므로 쓸데없는 비용을 극히 절약해서 이용후생(利用厚生)의 일에 응용함이 오늘의 급선무이다. 가만히 생각하면 현재 우리 군대는 용병(傭兵)으로 조직되었으므로 상하가 일치하여 나라의 완전한 방위를 하기에는 부족하다. 짐은 이제부터 군사 제도를 쇄신할 생각 아래 사관(士官)을 양성하는 데에 전력하고 뒷날에 징병법(徵兵法)을 발포(發布)하여 공고한 병력을 구비하려고 한다. 짐은 이제 유사(有司)에게 명하여 황실을 호위하는 데에 필요한 사람들을 뽑아두고 그밖에는 일시 해산시킨다. 짐은 너희들 장수와 군졸의 오랫동안 쌓인 노고를 생각하여 특히 계급에 따라 은금(恩金)을 나누어주니 너희들 장교(將校), 하사(下士), 군졸들은 짐의 뜻을 잘 본받아 각기 자기 업무에 나아가 허물이 없도록 꾀하라.”하였다.
또 조령을 내리기를, “군대를 해산할 때 인심이 동요되지 않도록 예방하고 혹시 칙령을 어기고 폭동을 일으킨 자는 진압할 것을 통감(統監)에게 의뢰하라.”하였다.

이어서 8월 1일 한양에서부터 군대해산을 결행하였다. 일본은 7월 31일 밤, 미리 군대해산의 칙서를 작성해 놓고는 이완용을 시켜 다음과 같은 '조회문'을 이토 히로부미 통감에게 보내도록 했다.
병제개혁을 위해서 선포할 조칙을 받들어 군대를 해산할 때에 인심이 동요하지 않도록 예방하고, 아울러 왕명을 위반하고 폭동하는 자가 있다면 진압할 것을 각하에게 의뢰하고자 하는 대한국 황제폐하의 칙지를 삼가 받은 바 있으므로 이와 같이 각하에게 조회하는 바이오니 받아들이시기를 바라나이다.

일본은 대한제국의 마지막 버팀목이라 할 군대를 해산시키면서, 허수아비 내각 수반인 이완용의 '조회문'을 통해 추진하는 수법을 썼다. 한국 황실이 자진해서 군대를 해산하는 것처럼 꾸며 반발을 최소화하고자 하였다. 일본은 군대를 해산하면서 이른바 황제의 하사금이라는 것도 나누어 주었다. 하사에게는 80원, 1년 이상 근무한 병졸에게는 50원, 1년 미만 근무한 병졸에게는 25원 씩이 지불되었다.
1907년 8월 1일 오전 11시에 동대문 훈련원에서, 맨손 훈련을 한다고 병사와 장교를 소집해 놓고 군부협판 한진창이 순종의 군대해산 소칙을 낭독했다. 그 후 즉석에서 한 사람 한 사람씩 계급장을 떼었다. 주위는 이미 일본군 헌병이 중무장한채 도열, 병사를 포위하고 있었다. 군대 해산은 8월 1일 서울을 시작으로, 전국적으로 실시되었다. 이 과정에서 시위대 1연대 1대대장 박승환이 자살하여 분노한 시위대 2개 대대가 일본군과 시가전을 벌였으나(남대문 전투) 결국 진압되었다.
20세기 초 일본이 대한제국 군대를 해산할 당시의 대한제국의 총 군 병력 규모는 정확히 알 수 없으나 궁성과 황성 시위 병력인 시위대는 4000명 이. 이후 1909년 친위부를 설립하였고, 초대 대신은 군무대신이었던 이병무가 되었다. 이병무는 시종무관장으로 격하되어 유명무실한 친위부를 관장하였다.

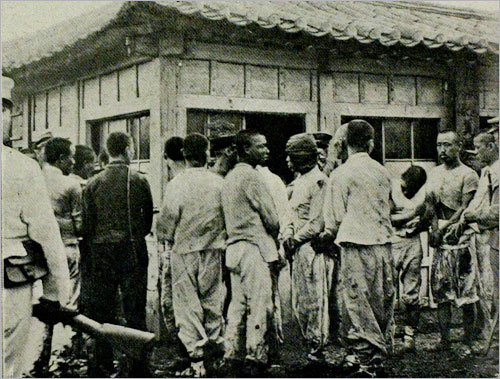
대한제국 군대해산 당시 일본군에 의해 무장해제를 당하고 있는 대한제국군 모습

## 같이 보기

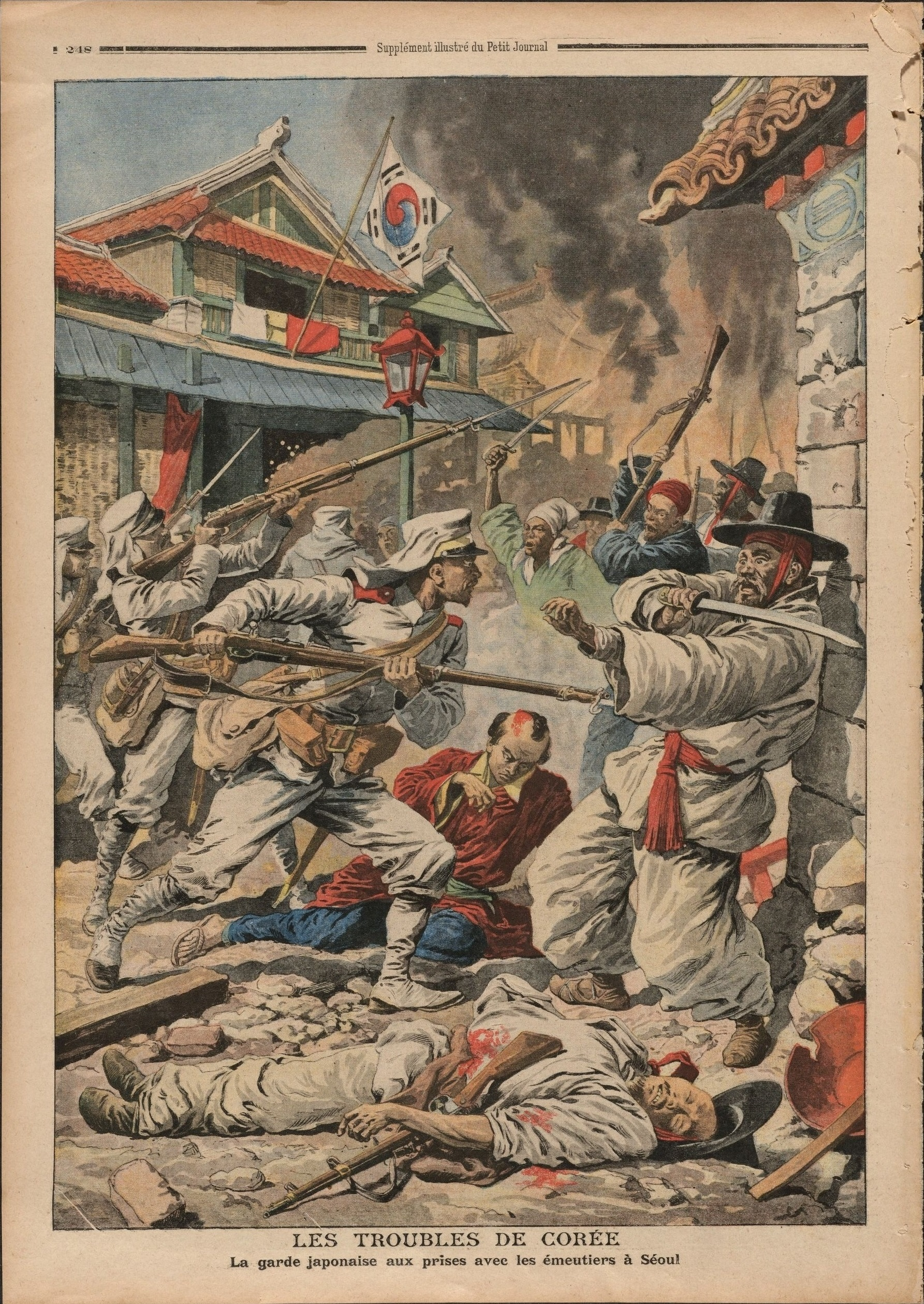
프랑스 언론 르 프티 주르날에 실린 남대문 전투.

- 남대문 전투
- 진위대
- 시위대